# Зелений Кут (Миргородський район)
Зелений Кут — село в Україні, у Великосорочинській сільській громаді Миргородського району Полтавської області. Населення становить 317 осіб. До 2020 року орган місцевого самоврядування — Савинцівська сільська рада.

## Географія
Село Зелений Кут розташоване за 112 км від обласного центру та 38 км від районного центру. За 4 км знаходиться сусіднє село Савинці. Селом тече пересихаючий струмок із загатою.

## Історія
12 червня 2020 року, відповідно з розпорядженням №  721-р
«Про визначення адміністративних центрів та затвердження територій територіальних громад Полтавської області», Савинцівська сільська рада об'єднана з Великосорочинською сільською громадою Миргородського району.

## Економіка
- ПП «Нива».

## Об'єкт соціальної сфери
- Клуб.